# Setanta Sports Cup 2013
La Setanta Sports Cup 2013 è stata l'8ª edizione della competizione contesa da squadre irlandesi e nordirlandesi.
La finale si è disputata sabato 11 maggio 2013 al Tallaght Stadium tra Shamrock Rovers e Drogheda United.

## Primo turno
| Squadra 1             | Totale | Squadra 2    | Andata | Ritorno |
| --------------------- | ------ | ------------ | ------ | ------- |
| Cork City             | 6–2    | Cliftonville | 4–0    | 2–2     |
| Drogheda United       | 8–2    | Portadown    | 3–2    | 5–0     |
| Shamrock Rovers       | 2–1    | Coleraine    | 0–1    | 2–0     |
| St Patrick's Athletic | 0–1    | Glentoran    | 0–0    | 0–1     |

## Quarti di finale
| Squadra 1       | Totale | Squadra 2       | Andata | Ritorno |
| --------------- | ------ | --------------- | ------ | ------- |
| Cork City       | 4–1    | Crusaders       | 1–0    | 3–1     |
| Derry City      | 2–3    | Drogheda United | 1–1    | 1–2     |
| Shamrock Rovers | 7–2    | Linfield        | 4–1    | 3–1     |
| Sligo Rovers    | 8–0    | Glentoran       | 5–0    | 3–0     |

## Semifinali
| Squadra 1       | Totale   | Squadra 2    | Andata | Ritorno |
| --------------- | -------- | ------------ | ------ | ------- |
| Drogheda United | 2−1      | Sligo Rovers | 2−0    | 0−1     |
| Shamrock Rovers | 3−3(gfc) | Cork City    | 1−1    | 2−2     |

## Finale
| Arbitro: | Rob Rogers |

|                                                                       |           |             |
| Chambers 11’ O'Connor 13’ Sheppard 45’ Finn 55’, 56’ Dennehy 75’, 88’ | Marcatori | 65’ O'Neill |